# Weldon (Northamptonshire)
Weldon es un pueblo y una parroquia civil del distrito de Corby, en el condado de Northamptonshire (Inglaterra).

## Demografía
Según el censo de 2001, Weldon tenía 1644 habitantes (838 varones y 806 mujeres). 286 (17,4%) de ellos eran menores de 16 años, 1234 (75,06%) tenían entre 16 y 74, y 124 (7,54%) eran mayores de 74. La media de edad era de 41,9 años. De los 851 habitantes de 16 o más años, 304 (22,39%) estaban solteros, 838 (61,71%) casados, y 216 (15,9%) divorciados o viudos. 146 habitantes eran económicamente activos, 815 de ellos (95,77%) empleados y otros 36 (4,23%) desempleados. Había 17 hogares sin ocupar y 696 con residentes.